# Hurstville Grove
Hurstville Grove är en del av en befolkad plats i Australien. Den ligger i kommunen Kogarah och delstaten New South Wales, i den sydöstra delen av landet, omkring 17 kilometer sydväst om delstatshuvudstaden Sydney. Antalet invånare är 2 331.
Trakten är tätbefolkad. Närmaste större samhälle är Sydney, omkring 17 kilometer nordost om Hurstville Grove. 
Runt Hurstville Grove är det i huvudsak tätbebyggt. Genomsnittlig årsnederbörd är 1 507 millimeter. Den regnigaste månaden är juni, med i genomsnitt 232 mm nederbörd, och den torraste är juli, med 39 mm nederbörd.